# Cóp

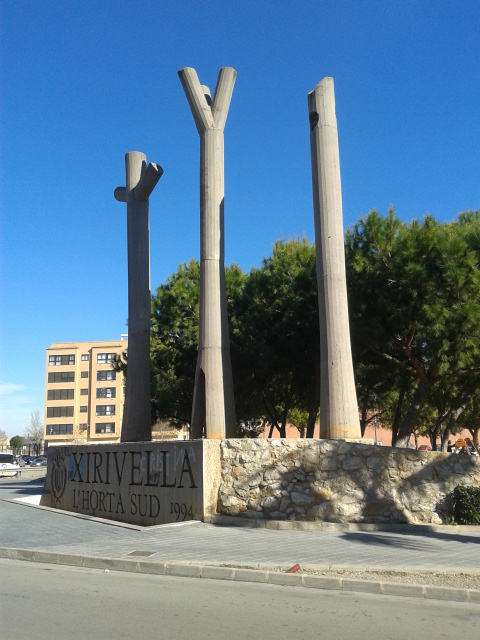
Monument al cóp (centre)

Un cóp, badoc, badoquera, llecadora o nyacadora, despenjafigues, collidora o pampofígol/pampofigo (o pàmpol-fígol/pàmpol-figo), és una ferramenta agrícola manual per a collir figues.
Consisteix en una canya que presenta un cap badat i obert per una pedra formant un recipient per a collir bacores i figues de les branques altes fent girar el cóp.
Un despenjafigues és una versió un xic més perfeccionada, feta d'una làmina de ferro en forma d'embut capgirat i enmanegada; la part superior, de diàmetre més gran, és retallada en dents de serra grossa per a poder, del terra estant, trencar la cua de les figues simplement accionant-ne el mànec, fet d'una canya o d'una perxa de fusta.
Es tracta d'una utilització curiosa i minoritària de la canya, que sense haver de pujar a dalt de l'arbre, permet de collir molts dels fruits que es fan a la part exterior de les branques a una alçària que els fa inaccessibles, puix que les figueres són arbres d'una grandària considerable.

## Fabricació
D'una canya pelada i gruixuda hom en talla el cap a prop de 10 o 12 dits del darrer nus. Aquest extrem s'ha d'obrir en 6 o 8 parts iguals. Es pot utilitzar el falçó o un trinxet i tallar amb cura, o cruiar la canya amb una pedra més gruixuda que el forat de la canya mateixa, introduint-la a la força. La pedra amb què s'ha cruiat la canya restarà dins (o se n'hi ficarà una si ha estat tallada amb el falçó) per tal que la canya mantinga els seus dits oberts. També caldrà lligar bé la pedra als dits oberts de la canya perquè no s'obrin més i no cedesquin quan s'agafen els fruits.